# Izu (album)
Izu is een livealbum van Tangerine Dream uit 2010. Deze muziekgroep uit de elektronische muziek was uitgenodigd te komen spelen op het Metamorphose Festival 2009 op het schiereiland Izu; het werd een concert op 5 september 2010. Het album Izu is de weergave van het concert. Tangerine Dream geeft de laatste jaren veel livealbums uit, mede om te voorkomen dat de markt wordt overspoeld met bootlegs, zoals in het verleden het geval was. De band bestaat daarbij al jaren uit dezelfde leden en ook de muziek is de laatste jaren niet meer aan verandering onderhevig.

## Musici
- Edgar Froese – toetsinstrumenten
- Linda Spa – saxofoon, dwarsfluit, toetsinstrumenten
- Iris Camaa – elektronisch slagwerk en percussie
- Thorsten Quaeschning – toetsinstrumenten
- Bernard Beibl – gitaar, elektrische viool

## Muziek
| Nr. | Titel                                               | Duur |
| --- | --------------------------------------------------- | ---- |
| 1.  | Astrophei and Stella                                |      |
| 2.  | Going West 2008                                     |      |
| 3.  | One Night in Space                                  |      |
| 4.  | Road to China                                       |      |
| 5.  | Lady Monk                                           |      |
| 6.  | Sally’s Garden                                      |      |
| 7.  | Le Parc                                             |      |
| 8.  | Red Sphinx Lightning                                |      |
| 9.  | Loved by the Sun                                    |      |
| 10. | I Could Hear it When the Moon Collapsed in Broadway |      |

| Nr. | Titel                     | Duur |
| --- | ------------------------- | ---- |
| 1.  | Phaedra 2008              |      |
| 2.  | Love on a Real Train 2008 |      |
| 3.  | Stratosfear 95            |      |
| 4.  | Alngel on Barbered Wire   |      |
| 5.  | Midwinter Night           |      |
| 6.  | Leviathan                 |      |
| 7.  | Lily on the Beach         |      |
| 8.  | Cinnamon Road             |      |
| 9.  | Scrapyard 2008            |      |
| 10. | La joie                   |      |